# John Windsor (cestista)
John T. Windsor (3 aprile 1940) è un ex cestista statunitense, professionista nella NBA e nella ABL.

## Carriera
Durante gli anni universitari giocò con la squadra di Università di Stanford. Nel 1962 fu selezionato alla prima squadra di All-Athletic Association of Western Universities (Associazione Sportiva delle Università dell'Ovest degli Stati Uniti). Lo stesso anno fu selezionato nel draft dai Syracouse Nationals, la franchigia della NBA, ma non vi avendo disputato nessuna partita durante la stagione seguente (giocò invece nella ABL per Kansas City Steers, conquistando il titolo dei campioni), fu scambiato ai San Francisco Warriors, dove passò una stagione. Disputando 11 partite da ala grande segno 27 punti (2,5 in media a partita) e fece 26 rimbalzi (2,4 a partita) nonché 2 assist e 13 falli personali.

## Palmarès
- Campione ABL (1963)